# Fritz-Reuter-Straße 34 (München)

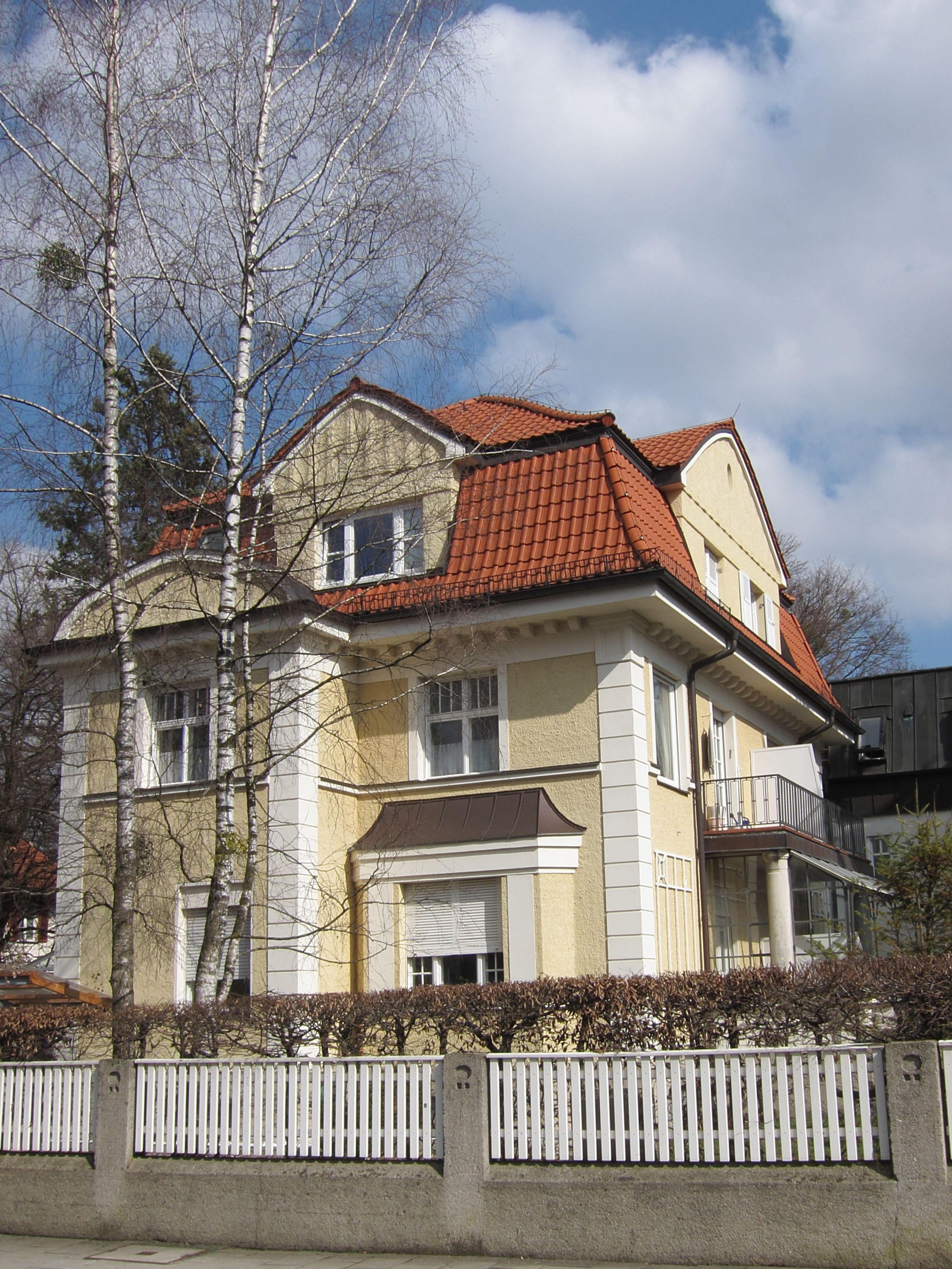
Villa Fritz-Reuter-Straße 34 im Stadtteil Obermenzing von München

Das Gebäude Fritz-Reuter-Straße 34 im Stadtteil Obermenzing der bayerischen Landeshauptstadt München wurde 1910/11 errichtet. Die Villa in der Fritz-Reuter-Straße, die zur zweiten Phase der Bebauung der Villenkolonie Pasing I gehört, ist ein geschütztes Baudenkmal.
Der zweigeschossige Krüppelwalmdachbau mit geschwungenen Zwerchhäusern, Seitenrisalit, Terrasse, Erdgeschosserker und Eckrustika wurde nach Plänen des Architekten Georg Schneider aus Bad Kissingen im Reformstil errichtet. Die Einfriedung aus der Erbauungszeit ist erhalten.
Das ehemalige Einfamilienhaus wurde 1968 in Kleinwohnungen aufgeteilt und 1985/87 in eine größere Wohnanlage einbezogen.